# Asociación Española de Música de Cámara
La Asociación Española de Música de Cámara es una sociedad española con sede en Madrid que fue fundada en 1951 por el violonchelista y catedrático del Conservatorio de Madrid, Juan Ruiz Casaux. Desde 1984 está dirigida por la hija del fundador, Mary Ruiz Casaux.
- Datos: Q5708677